# Мильшин, Владимир Иванович
Владимир Иванович Мильшин (26 мая 1965) — советский и российский спортсмен (международные шашки), шашечный тренер. Чемпион мира в составе сборной РФ (2000), обладатель шести кубков Европы в составе клубов «Нефтяник» (Ишимбай), «Башнефть» (Уфа), включая Кубок Европейских чемпионов. Выступал за клуб «Машиностроитель». Чемпион России 2020 года. Входит в сборную России. Международный гроссмейстер, гроссмейстер Украины и России.
В 2002 году занял четвёртое место в турнире претендентов, что стало главным достижением Мильшина в соревнованиях за мировую шашечную корону.
Воспитанник шашечного клуба в Харькове (тренер А. Я. Вирный). 4 раза становился чемпионом Украины - 1983, 1987, 1992, 1994. 3 раза завоёвывал бронзовые медали - 1981, 1985, 1995. Во время службы в армии стал чемпионом РСФСР (вместе с А. Р. Чижовым) 1988 года. После переезда в 1996 году в Ишимбай стал выступать в чемпионатах России, где сумел стать чемпионом в классической программе в 2020 году, выиграть 2 серебра - в 2011 году (молниеносная программа) и в 2012 году (классика), также сумел 5 раз стать бронзовым призёром - 1999 (классическая программа), 2000 (классическая программа), 2008 (молниеносная программа), 2010 (быстрая программа), 2012 (быстрая программа).
C 1999 по 2005 годы выступал за шашечный клуб «Башнефть» (тренер Ю. В. Черток).
С 1998 года входит в сборную команду России по шашкам.
Член (с 24 мая 2002 года) символического клуба победителей чемпионов мира Роба Клерка.

## Награды и звания
- Международный гроссмейстер (1994);
- Гроссмейстер России (2000) по международным шашкам;
- Выдающийся спортсмен РБ (2002);
- Чемпион РСФСР (1988) и Вооруженных сил СССР (1983—1992);
- Бронзовый призёр чемпионатов России (1999, 2000);
- Серебряный призёр чемпионатов России (1997, 2001) по блицу;
- Серебряный (2002) и бронзовый (1998—2000) призёр чемпионатов России по быстрой программе;
- Чемпион мира (2000) в составе сборной России и Европы (2000—01) среди клубов.

Мильшин Владимир Иванович - один из основателей профессиональной ишимбайской шашечной школы. Тренировал Тамару Тансыккужину и Руфину Аюпову.
В настоящее время с семьёй проживает в Ишимбае.